# 韋特史東足球會
韋特史東足球會（英語：Wealdstone Football Club）於1899年成立時是代表大倫敦哈羅區的威尔德斯通（Wealdstone）的足球俱樂部，現時位於希靈登區的莱斯里普（Ruislip），球會附屬於「米德塞克斯郡足球總會」（Middlesex County Football Association）。現於英格蘭足球全國聯賽作賽。穿著藍衫白褲和藍白襪，外號「大石」（The Stones）或「貴族」（The Royals）。
韋特史東於1946年英国广播公司進行首場電視足球比賽轉播中出現，當時播映了部分對班列特的聯賽賽事。韋特史東亦是首支贏得非聯賽雙冠王榮譽的球會，於1994–95年球季摘取英格蘭足總錦標和高樂聯賽（全國聯）的冠軍錦標。

## 敵對球隊
石威德多年來主要的傳統鄰近敵對球隊包括有（Barnet）、 恩菲尔德（Enfield）和亨頓（Hendon），全部均是由五十年代至八十年代在雅典人聯賽（Athenian League）和依斯米安聯賽（Isthmian League）中的前列勁旅。但隨著時間過去，班列特升班到英格蘭足球聯賽，恩菲尔德因財務問題而被清盤，其後續球隊只能在低級別聯賽打拼，而亨頓亦風光不再，敵對關係逐漸轉淡。
大部分石威德球迷認為哈羅（Harrow Borough）是現在球隊最大的死敵，地緣接近是主要因素。過往多年由於兩隊在不同的聯賽參賽，只偶然在盃賽相遇。但當兩隊同處依斯米安聯賽超聯組時，對戰次數大增。而恩菲尔德於2012/13年升班到依斯米安聯賽超聯組後，再次加入戰團。

## 球會榮譽
- 聯盟超級聯賽（Alliance Premier League）
  - 冠軍：1984/85年；
- 英格蘭足球依斯米安聯賽（Isthmian League）
  - 超聯組冠軍：2013/14年；
  - 丙組冠軍：1996/97年；
- 英格蘭足球南部聯賽（Southern League）
  - 甲組南冠軍：1973/74年；
  - 南部組冠軍：1981/82年；
  - 聯賽盃冠軍：1981/82年；
  - 冠軍盾（Championship Shield）冠軍：1981/82年；
  - 冠軍盃（Championship Cup）冠軍：1981/82年；
- 雅典人聯賽（Athenian League）
  - 冠軍：1951/52年；
- 威爾斯登及鄰近地區聯賽（Willesden & District League）
  - 甲組冠軍：1905/06年、1912/13年；
- 英格蘭足總錦標（FA Trophy）
  - 冠軍：1984/85年；
- 英格蘭足總業餘盃（FA Amateur Cup）
  - 冠軍：1965/66年；
- 米德塞克斯超級盃（Middlesex Premier Cup）
  - 冠軍：2003/04年、2007/08年、2008/09年、2010/11年；
- 倫敦高級盃（London Senior Cup）
  - 冠軍：1951/52年（與溫布頓並列）；
- 米德塞克斯高級盃（Middlesex Senior Cup）
  - 冠軍：1929–30年、1937/38年、1940/41年、1941/42年、1942/43年、1945/46年、1958/59年、1962/63年、1963/64年、1967/68年、1984/85年；
- 米德塞克斯慈善盃（Middlesex Charity Cup）
  - 冠軍：1929/30年、1930/31年、1937/38年、1938/39年、1949/50年、1963/64年、1967/68年、2003/04年、2010/11年；
- 米德塞克斯初級盃（Middlesex Junior Cup）
  - 冠軍：1912/13年；

## 著名球員
- 謝美伊·碧福特（Jermaine Beckford）
- 維尼·瓊斯（Vinnie Jones）
- 基夫·勞倫斯（英语：Keith Lawrence (footballer)）（Keith Lawrence）
- 史超活·皮雅斯（Stuart Pearce）
- 比利·斯塔格（Billy Stagg）

## 外部連結
- 官方網站 （页面存档备份，存于）
- 韋特史東足球會的X（前Twitter）
- 韋特史東足球會的Facebook專頁
- Youtube channel （页面存档备份，存于）
- Wealdstone FC Supporters Club （页面存档备份，存于）